# Boucardicus albocinctus
Boucardicus albocinctus é uma espécie de gastrópode da família Cyclophoridae.
É endémica de Madagáscar.
Os seus habitats naturais são: florestas secas tropicais ou subtropicais .
Está ameaçada por perda de habitat.